# Asfaltovenator
Asfaltovenator („Lovec ze (souvrství Cañadón) Asfalto“) byl rod vývojově primitivního alosauroidního teropodního dinosaura, formálně popsaného na konci roku 2019, a to na základě fosilií objevených v sedimentech souvrství Cañadón Asfalto v Argentině (provincie Chubut).

## Objev a popis

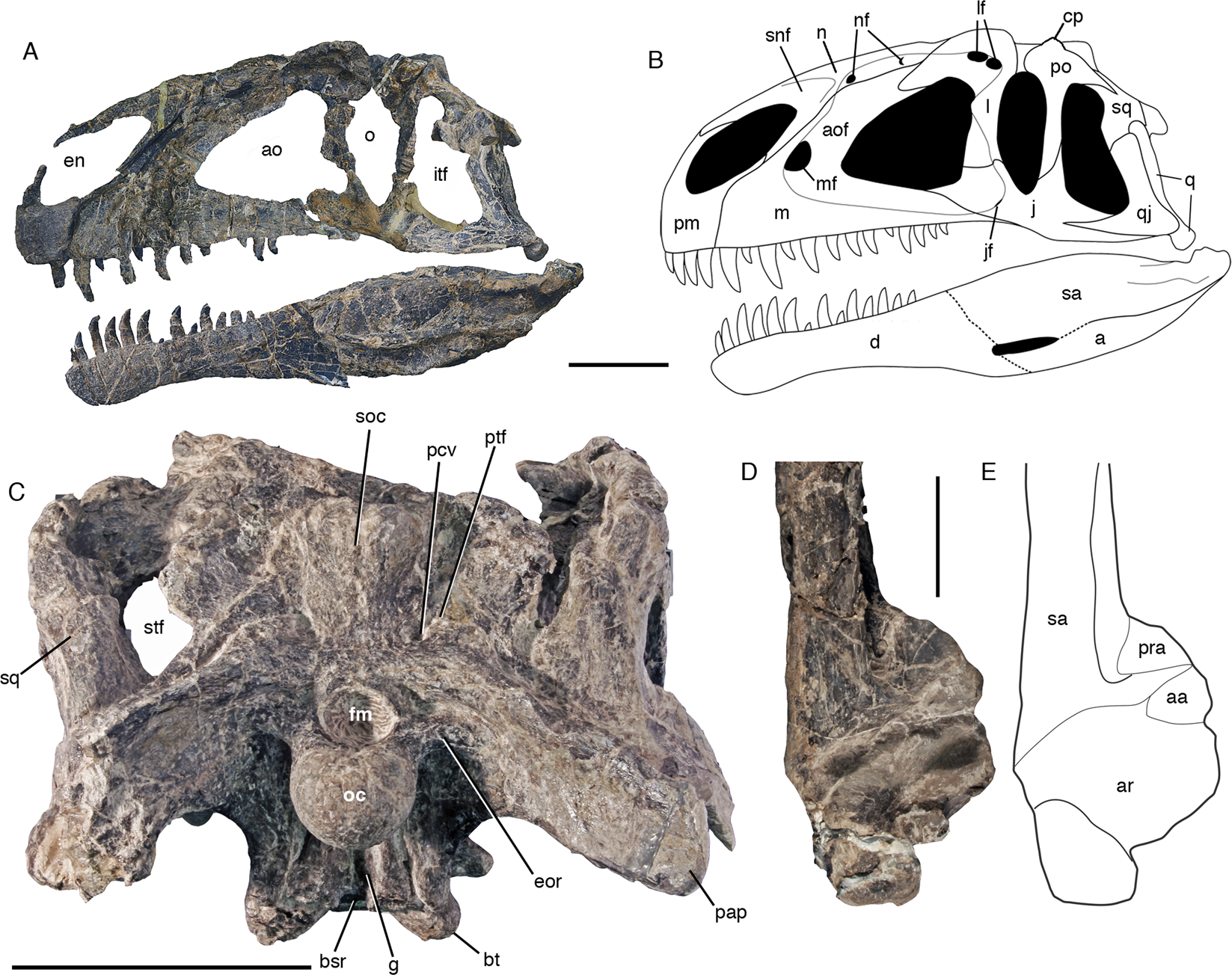
Asfaltovenator - dochovaná fosilní lebka.

Fosilie tohoto vývojově primitivního zástupce nadčeledi Allosauroidea byly objeveny roku 2002 v sedimentech souvrství Cañadón Asfalto, pocházejí tedy z období rané střední jury (geologické stupně toark až bajok, asi před 183 až 168 miliony let). Zachovala se téměř kompletní lebka a přední část postkraniální kostry, s částmi kostry zadních končetin (holotyp s označením MPEF PV 3440). Podle provedené fylogenetické analýzy by se mohlo jednat o jednoho z nejstarších známých zástupců kladu Tetanurae, tedy vývojově vyspělejších teropodních dinosaurů, kteří se poprvé ve fosilním záznamu objevují na přelomu spodní a střední jury.
Lebka holotypu je dlouhá asi 75 až 80 centimetrů, což odpovídá celkové délce těla v rozmezí 7 až 8 metrů. Jednalo se tedy o poměrně velkého teropoda.

## Paleoekologie
Tento teropod sdílel ekosystémy s množstvím býložravých ptakopánvých dinosaurů i raných sauropodů, kteří se v této době stávají dominantními formami megaherbivorů.
Nové výzkumy anatomie sauropoda druhu Bagualia alba ze stejného souvrství totiž ukazují, že právě v období rané jury dochází k velké transformaci ve vývoji sauropodomorfů a dominantními býložravci se v této době stávají obří dlouhokrké formy eusauropodů s tělesnou hmotností nad 10 tun.